# Résolution 83 du Conseil de sécurité des Nations unies
Membres permanents
- Chine (Taïwan)
- États-Unis
- France
- Royaume-Uni
- URSS

Membres non permanents
- Cuba
- Égypte
- Équateur
- Inde
- Norvège
- Yougoslavie

Résolution no 82 Résolution no 84
La résolution 83 est une résolution du Conseil de sécurité de l'ONU qui a été votée le 27 juin 1950 à la suite de l'offensive de la Corée du Nord contre la Corée du Sud le 25 juin 1950, point de départ de la guerre de Corée.

## Texte
- Résolution 83 sur fr.wikisource.org
- Résolution 83 sur en.wikisource.org